# アメリカ合衆国の禁輸措置
アメリカ合衆国の禁輸措置とは、アメリカ合衆国が実施している禁輸およびに制裁措置。2006年時点において、アメリカ合衆国は、幾つかの国とその活動に対し、アメリカ独自の禁輸措置、及びに国際法に基づく制裁措置を施行している。最も注目に値する点は、米国連邦政府が制裁措置と禁輸措置を課している国々は、テロ支援国家と考えられている点である。
アメリカ政府によって課せられている制裁は、以下の通りである。
- 兵器関連品の輸出禁止
- 経済援助における制限
- 金融（財政）的制限
  - 世界銀行、及び同様の団体による借款の阻止
  - テロ犠牲者の遺族が米国法廷に民間損害賠償を提訴できるようにすべく、外交特権を撤回
  - リストに記載された国での実働収益に対する課税控除拒否
  - 特定の国から輸入された免税品の税控除中止
  - アメリカ市民がアメリカ政府からの許可無しに、リスト記載政府との金融上の取引に従事する事を禁止する権限
  - 国防省がリスト記載国の政府関連会社と10万ドル以上の取引をおこなう事を禁止